# Bundestagswahlkreis Mainz

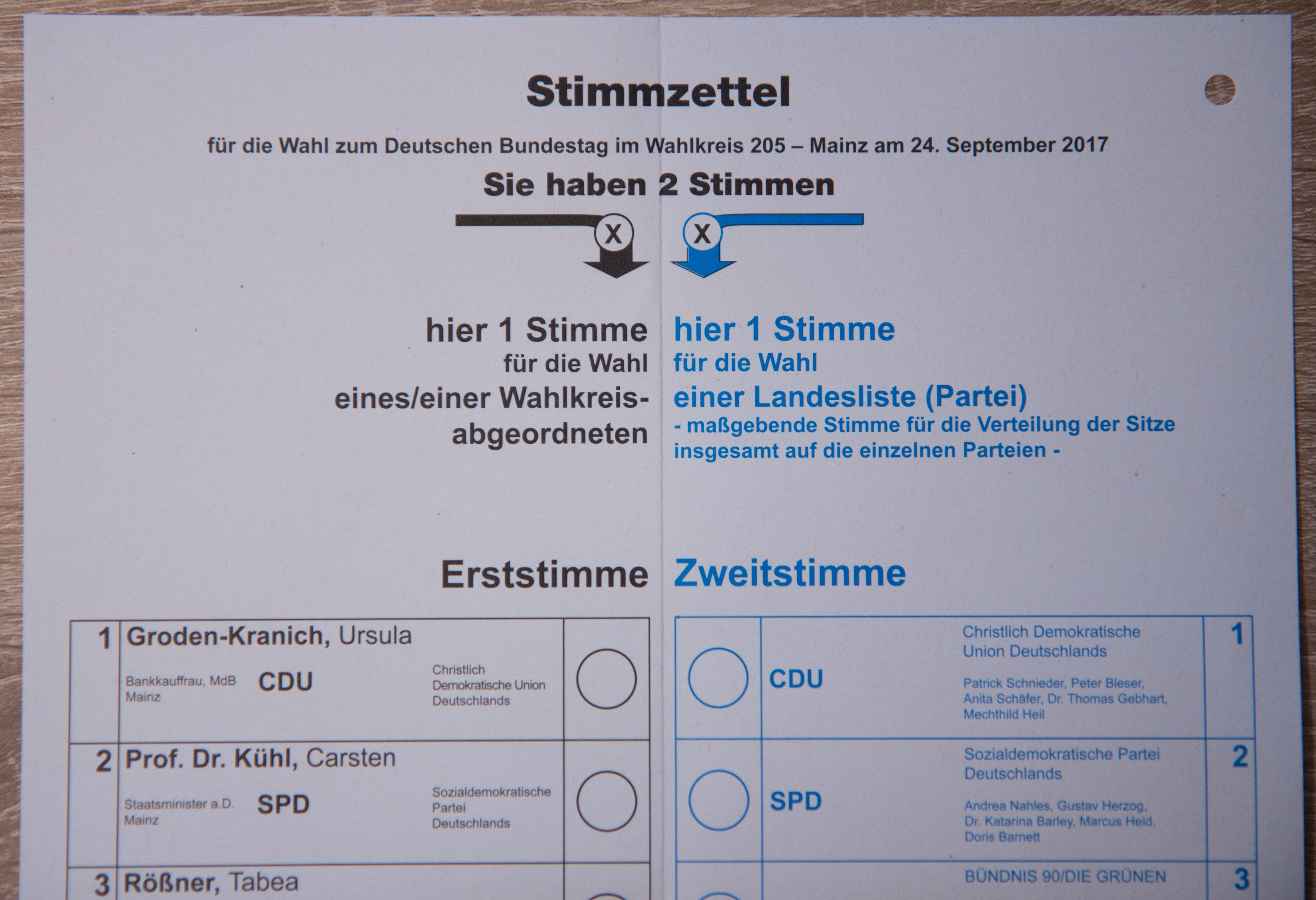
Stimmzettel zur Bundestagswahl 2017, Teildarstellung

Der Bundestagswahlkreis Mainz (Wahlkreis 204; bis zur Bundestagswahl 2021 Wahlkreis 205) ist seit 1949 ein Wahlkreis in Rheinland-Pfalz. Er umfasst die Landeshauptstadt Mainz und vom Landkreis Mainz-Bingen die verbandsfreien Gemeinden Bingen am Rhein, Budenheim und Ingelheim am Rhein sowie die Verbandsgemeinden Gau-Algesheim, Nieder-Olm und Rhein-Nahe.

## Wahlkreisgeschichte
| Wahl      | Wahlkreisname | Gebiet |
| --------- | ------------- | --- |
| 1949      | 9 Mainz       | Stadt Mainz, Landkreis Mainz ohne Amtsgerichtsbezirk Oppenheim, Landkreis Bingen |
| 1953–1961 | 156 Mainz     | Stadt Mainz, Landkreis Mainz ohne Amtsgerichtsbezirk Oppenheim, Landkreis Bingen |
| 1965–1969 | 156 Mainz     | Stadt Mainz, Landkreis Mainz ohne Amtsgerichtsbezirk Oppenheim, Landkreis Bingen |
| 1972–1976 | 156 Mainz     | Stadt Mainz, vom Landkreis Mainz-Bingen die Gemeinden Bingen, Budenheim und Ingelheim sowie die Verbandsgemeinden Gau-Algesheim, Heidesheim, Nieder-Olm, Rhein-Nahe und Sprendlingen-Gensingen |
| 1980–1998 | 154 Mainz     | Stadt Mainz, vom Landkreis Mainz-Bingen die Gemeinden Bingen, Budenheim und Ingelheim sowie die Verbandsgemeinden Gau-Algesheim, Heidesheim, Nieder-Olm, Rhein-Nahe und Sprendlingen-Gensingen |
| 2002      | 208 Mainz     | Stadt Mainz, vom Landkreis Mainz-Bingen die Gemeinden Bingen, Budenheim und Ingelheim sowie die Verbandsgemeinden Gau-Algesheim, Heidesheim, Nieder-Olm, Rhein-Nahe und Sprendlingen-Gensingen |
| 2005      | 207 Mainz     | Stadt Mainz, vom Landkreis Mainz-Bingen die Gemeinden Bingen, Budenheim und Ingelheim sowie die Verbandsgemeinden Gau-Algesheim, Heidesheim, Nieder-Olm, Rhein-Nahe und Sprendlingen-Gensingen |
| 2009–2013 | 206 Mainz     | Stadt Mainz, vom Landkreis Mainz-Bingen die Gemeinden Bingen, Budenheim und Ingelheim sowie die Verbandsgemeinden Gau-Algesheim, Heidesheim, Nieder-Olm, Rhein-Nahe und Sprendlingen-Gensingen |
| 2017–2021 | 205 Mainz     | Stadt Mainz, vom Landkreis Mainz-Bingen die Gemeinden Bingen, Budenheim und Ingelheim sowie die Verbandsgemeinden Gau-Algesheim, Heidesheim, Nieder-Olm und Rhein-Nahe                         |
| 2025–     | 204 Mainz     | Stadt Mainz, vom Landkreis Mainz-Bingen die Gemeinden Bingen, Budenheim und Ingelheim sowie die Verbandsgemeinden Gau-Algesheim, Heidesheim, Nieder-Olm und Rhein-Nahe                         |

## Wahlkreisabgeordnete
| Wahl | Abgeordneter                           | Abgeordneter                           | Partei                                 | Stimmen in %                           |
| ---- | -------------------------------------- | -------------------------------------- | -------------------------------------- | -------------------------------------- |
| 1949 |                                        | Joseph Schmitt                         | CDU                                    |                                        |
| 1953 |                                        | Josef Schlick                          | CDU                                    |                                        |
| 1957 |                                        | Josef Schlick                          | CDU                                    |                                        |
| 1961 |                                        | Josef Schlick                          | CDU                                    |                                        |
| 1965 |                                        | Josef Hofmann                          | CDU                                    |                                        |
| 1969 |                                        | Hugo Brandt                            | SPD                                    |                                        |
| 1972 |                                        | Hugo Brandt                            | SPD                                    |                                        |
| 1976 |                                        | Hugo Brandt                            | SPD                                    |                                        |
| 1980 |                                        | Hugo Brandt                            | SPD                                    |                                        |
| 1983 |                                        | Johannes Gerster                       | CDU                                    |                                        |
| 1987 |                                        | Johannes Gerster                       | CDU                                    |                                        |
| 1990 |                                        | Johannes Gerster                       | CDU                                    |                                        |
| 1994 |                                        | Hans-Otto Wilhelm                      | CDU                                    |                                        |
| 1998 |                                        | Eckhart Pick                           | SPD                                    |                                        |
| 2002 |                                        | Michael Hartmann                       | SPD                                    |                                        |
| 2005 | 40,9                                   | Michael Hartmann                       | SPD                                    |                                        |
| 2009 |                                        | Ute Granold                            | CDU                                    | 36,3                                   |
| 2013 |                                        | Ursula Groden-Kranich                  | CDU                                    | 40,1                                   |
| 2017 | 35,7                                   | Ursula Groden-Kranich                  | CDU                                    |                                        |
| 2021 |                                        | Daniel Baldy                           | SPD                                    | 24,9                                   |
| 2025 | kein – ungenügende Zweitstimmendeckung | kein – ungenügende Zweitstimmendeckung | kein – ungenügende Zweitstimmendeckung | kein – ungenügende Zweitstimmendeckung |

## Wahlergebnisse

### Bundestagswahl 2025
Ursula Groden-Kranich gewann das Direktmandat zurück. Aufgrund der Wahlrechtsreform zog sie dennoch nicht in den Bundestag ein. Daniel Baldy zog über die Landesliste der SPD erneut in den Bundestag ein.
| Kandidaten                                                                      | Kandidaten            | Parteien/Listen     | Erststimmen | Erststimmen | Zweitstimmen | Zweitstimmen |
| Kandidaten                                                                      | Kandidaten            | Parteien/Listen     | Stimmen     | %           | Stimmen      | %            |
| ------------------------------------------------------------------------------- | --------------------- | ------------------- | ----------- | ----------- | ------------ | ------------ |
|                                                                                 | Daniel Baldy          | SPD                 | 50.411      | 23,7        | 39.496       | 18,5         |
|                                                                                 | Ursula Groden-Kranich | CDU                 | 57.971      | 27,3        | 56.549       | 26,5         |
|                                                                                 | Thorsten Becherer     | GRÜNE               | 40.617      | 19,1        | 44.146       | 20,7         |
|                                                                                 | David Dietz           | FDP                 | 8.031       | 3,8         | 10.914       | 5,1          |
|                                                                                 | Patric Berges         | AfD                 | 21.665      | 10,2        | 23.043       | 10,8         |
|                                                                                 | Thomas Müller         | FREIE WÄHLER        | 3.039       | 1,4         | 2.045        | 1,0          |
|                                                                                 | Gerhard Trabert       | Die Linke           | 19.431      | 9,1         | 23.596       | 11,1         |
|                                                                                 | –                     | Tierschutzpartei    | –           | –           | 1.772        | 0,8          |
|                                                                                 | Dirk Augstein         | Die PARTEI          | 1.454       | 0,7         | 973          | 0,5          |
|                                                                                 | Luca Kraft            | Volt                | 4.078       | 1,9         | 2.768        | 1,3          |
|                                                                                 | Lukas Leinen          | ÖDP                 | 1.033       | 0,5         | 648          | 0,3          |
|                                                                                 | –                     | MLPD                | –           | –           | 50           | 0,0          |
|                                                                                 | –                     | Bündnis Deutschland | –           | –           | 181          | 0,1          |
|                                                                                 | Stephan Falk          | BSW                 | 4.957       | 2,3         | 7.041        | 3,3          |
| Gesamt                                                                          | Gesamt                | Gesamt              | 212.687     | 100         | 213.222      | 100          |
|                                                                                 |                       |                     |             |             |              |              |
| Ungültige Stimmen                                                               | Ungültige Stimmen     | Ungültige Stimmen   | 1.917       | 0,9         | 1.382        | 0,6          |
| Wähler                                                                          | Wähler                | Wähler              | 214.604     | 85,5        | 214.604      | 85,5         |
| Wahlberechtigte                                                                 | Wahlberechtigte       | Wahlberechtigte     | 251.092     |             | 251.092      |              |
|                                                                                 |                       |                     |             |             |              |              |
| Anmerkung: kein Kandidat hat ein Direktmandat bekommen (siehe Wahlrechtsreform) |                       |                     |             |             |              |              |
|                                                                                 |                       |                     |             |             |              |              |
| Quellen: Die Bundeswahlleiterin, Kandidaten – Stimmen                           |                       |                     |             |             |              |              |

### Bundestagswahl 2021
Die Bundestagswahl 2021 fand am Sonntag, dem 26. September 2021 statt. Dabei gelang es Daniel Baldy das erste Mal seit 2005 das Direktmandat wieder für die SPD zu erobern.
| Direktkandidat        | Partei                                                  | Erststimmen in % | Zweitstimmen in % |
| --------------------- | ------------------------------------------------------- | ---------------- | ----------------- |
| Ursula Groden-Kranich | CDU                                                     | 23,6             | 21,2              |
| Daniel Baldy          | SPD                                                     | 24,9             | 26,8              |
| Sebastian Münzenmaier | AfD                                                     | 5,2              | 5,4               |
| Friedrich Sartorius   | FDP                                                     | 7,2              | 11,5              |
| Tabea Rößner          | GRÜNE                                                   | 18,7             | 22,9              |
| Gerhard Trabert       | DIE LINKE                                               | 12,4             | 4,7               |
| Gerhard Wenderoth     | FREIE WÄHLER                                            | 2,4              | 1,8               |
| Daniela Zaun          | Die PARTEI                                              | 0,9              | 0,8               |
| Bodo Noeske           | PIRATEN                                                 | 0,6              | 0,5               |
| Michael Ruf           | ÖDP                                                     | 0,7              | 0,5               |
| –                     | NPD                                                     | –                | 0,1               |
| –                     | V-Partei³                                               | –                | 0,1               |
| –                     | MLPD                                                    | –                | 0,0               |
| Jörg Heuser           | dieBasis                                                | 1,0              | 1,0               |
| –                     | DiB                                                     | –                | 0,1               |
| –                     | LKR                                                     | –                | 0,0               |
| David Kaufmann        | Die Humanisten                                          | 0,2              | 0,2               |
| –                     | Tierschutzpartei                                        | –                | 1,0               |
| –                     | Team Todenhöfer                                         | –                | 0,6               |
| Florian Köhler-Langes | Volt                                                    | 1,1              | 0,9               |
| Sebastian Seiffert    | Klimaliste RLP (Einzelkandidat)                         | 0,7              | –                 |
| Markus Heil           | Mit Sachverstand die Zukunft gestalten (Einzelkandidat) | 0,4              | –                 |

Daniel Baldy von der SPD gewann das Direktmandat im Wahlkreis. Über ihre Landesliste ziehen Tabea Rößner (Grüne) und Sebastian Münzenmaier (AfD) wieder in den Bundestag ein.

### Bundestagswahl 2017
Die Bundestagswahl 2017 fand am 24. September 2017 statt. Über die Parteien, welche in Rheinland-Pfalz landesweit gegeneinander antreten hat der Landeswahlausschuss in einer öffentlichen Sitzung am Freitag, 28. Juli 2017, entschieden und über die Zulassung der eingereichten Landeslisten befunden.
| Direktkandidat        | Partei                                               | Erststimmen in % | Zweitstimmen in % |
| --------------------- | ---------------------------------------------------- | ---------------- | ----------------- |
| Ursula Groden-Kranich | CDU                                                  | 35,7 %           | 32,7 %            |
| Carsten Kühl          | SPD                                                  | 28,0 %           | 22,0 %            |
| David Dietz           | FDP                                                  | 6,9 %            | 11,3 %            |
| Tabea Rößner          | GRÜNE                                                | 10,8 %           | 13,1 %            |
| Martin Malcherek      | Die Linke                                            | 6,5 %            | 8,5 %             |
| René Pickhardt        | PIRATEN                                              | 0,7 %            | 0,6 %             |
| Sebastian Münzenmaier | AfD                                                  | 7,3 %            | 8,2 %             |
| Bernd Föhr            | Die Partei                                           | 1,5 %            | 1,2 %             |
| Wilhelm Schild        | ÖDP                                                  | 1,2 %            | 0,9 %             |
| Bernhard Heck         | BÜRGERKANDIDATEN – für Gemeinwohl und Volksentscheid | 0,2 %            | –                 |
| Jim Preuß             | Neue Liberale                                        | 0,1 %            | –                 |
| Gerhard Wenderoth     | Freie Wähler                                         | 1,1 %            | 0,7 %             |

Das Direktmandat gewann Ursula Groden-Kranich von der CDU mit 35,7 Prozent der Stimmen. Über die jeweiligen Landeslisten konnten die Spitzenkandidatin von Bündnis 90/Die Grünen Rheinland-Pfalz Tabea Rößner und der Spitzenkandidat der AfD Rheinland-Pfalz Sebastian Münzenmaier in den Bundestag einziehen.

### Bundestagswahl 2013
Die Bundestagswahl 2013 fand am Sonntag, dem 22. September 2013, statt.
Es traten 14 Parteien in Rheinland-Pfalz landesweit gegeneinander an. Dies entschied der Landeswahlausschuss in einer öffentlichen Sitzung am 26. Juli 2013 in Mainz. Damit erhielten alle Parteien eine Zulassung, die fristgerecht bis zum 15. Juli ihre Landeslisten und weitere Unterlagen eingereicht hatten.
Die Reihenfolge der zugelassenen Landeslisten auf dem Stimmzettel richtet sich zunächst nach der Zahl der Zweitstimmen, die die jeweilige Partei bei der letzten Bundestagswahl im Land erreicht hat (Listenplätze 1–10): CDU, SPD, FDP, Bündnis 90/Die Grünen, Die Linke, Piratenpartei, NPD, Die Republikaner, ÖDP und MLPD. Neu kandidierende Listen schließen sich in alphabetischer Reihenfolge ihres Namens an (Listenplätze 11–14): Alternative für Deutschland, Bürgerbewegung pro Deutschland, Freie Wähler und die Partei der Vernunft.
Ebenfalls am 26. Juli tagte der Kreiswahlausschuss unter dem Vorsitz des Wahlleiters Michael Ebling, Oberbürgermeister von Mainz, in dieser Sitzung wurden zehn Direktkandidatinnen und -kandidaten zugelassen, darunter auch Barbara Spahn, die nur als Direktkandidaten für die Bürgerrechtsbewegung Solidarität kandidiert, da die Partei keine Landesliste aufgestellt hat.
| Direktkandidat         | Partei                                              | Erststimmen in % | Zweitstimmen in % |
| ---------------------- | --------------------------------------------------- | ---------------- | ----------------- |
| Ursula Groden-Kranich  | CDU                                                 | 40,1             | 38,4              |
| Michael Hartmann       | SPD                                                 | 34,9             | 26,7              |
| Rainer Brüderle        | FDP                                                 | 5,0              | 6,6               |
| Tabea Rößner           | GRÜNE                                               | 10,0             | 13,1              |
| Kathrin Senger-Schäfer | Die Linke                                           | 4,3              | 5,5               |
| Britta Werner          | PIRATEN                                             | 2,7              | 2,5               |
| –                      | NPD                                                 | –                | 0,5               |
| –                      | Die Republikaner                                    | –                | 0,3               |
| Wilhelm Schild         | ÖDP                                                 | 0,9              | 0,7               |
| –                      | MLPD                                                | –                | 0,0               |
| –                      | AfD                                                 | –                | 4,6               |
| –                      | Bürgerbewegung pro Deutschland                      | –                | 0,2               |
| Gerhard Wenderoth      | Freie Wähler                                        | 1,4              | 0,7               |
| Patrick Wybranietz     | Partei der Vernunft                                 | 0,4              | 0,3               |
| Barbara Spahn          | Bürgerrechtsbewegung Solidarität (Einzelkandidatin) | 0,1              | –                 |

Über die jeweiligen Landeslisten konnten Michael Hartmann von der SPD Rheinland-Pfalz (Platz 4) und die Spitzenkandidatin von Bündnis 90/Die Grünen Rheinland-Pfalz Tabea Rößner in den Bundestag einziehen.

### Bundestagswahl 2009
Bei der Bundestagswahl 2009 waren 251.837 Einwohner wahlberechtigt, die Wahlbeteiligung lag bei 75,9 Prozent und brachte folgendes Ergebnis:
| Direktkandidat   | Partei        | Erststimmen in % | Zweitstimmen in % | Bundestagswahl 2005 Zweitstimmen in % |
| ---------------- | ------------- | ---------------- | ----------------- | ------------------------------------- |
| Ute Granold      | CDU           | 36,3             | 32,8              | 34,0                                  |
| Michael Hartmann | SPD           | 30,6             | 23,0              | 33,4                                  |
| Rainer Brüderle  | FDP           | 11,8             | 15,4              | 12,9                                  |
| Tabea Rößner     | GRÜNE         | 12,6             | 15,8              | 12,0                                  |
| Karl Voßkühler   | Die Linke.    | 5,7              | 7,4               | 4,6                                   |
| -                | REP           | -                | 1,2               | 1,2                                   |
| Ingo Helge       | NPD           | 1,1              | 0,6               | 0,8                                   |
| -                | PBC           | -                | 0,1               | 0,2                                   |
| -                | FAMILIE       | -                | 0,5               | 0,9                                   |
| -                | MLPD          | -                | 0,0               | 0,1                                   |
| Felix Leinen     | ödp           | 1,3              | 0,7               | -                                     |
| -                | PIRATEN       | -                | 2,4               | -                                     |
| Erwin Schott     | DIE VIOLETTEN | 0,4              | -                 | -                                     |

Über die jeweiligen Landeslisten sind Michael Hartmann (SPD), Rainer Brüderle (FDP) und Tabea Rößner (Bündnis 90/Die Grünen) in den Bundestag eingezogen.

### Bundestagswahl 2005
| Direktkandidat       | Partei               | Erststimmen in % | Zweitstimmen in % | Bundestagswahl 2002 Zweitstimmen in % |
| -------------------- | -------------------- | ---------------- | ----------------- | ------------------------------------- |
| Ute Granold          | CDU                  | 39,2             | 34,0              | 36,1                                  |
| Michael Hartmann     | SPD                  | 40,9             | 33,4              | 37,4                                  |
| Rainer Brüderle      | FDP                  | 8,7              | 12,9              | 10,0                                  |
| Daniel Köbler        | GRÜNE                | 5,8              | 12,0              | 12,4                                  |
| Peter Balluff        | Die Linke.           | 3,7              | 4,6               | 1,3                                   |
| -                    | REP                  | -                | 1,2               | 1,1                                   |
| Heinz-Jörg Zeitzmann | NPD                  | 1,2              | 0,8               | 0,2                                   |
| -                    | PBC                  | -                | 0,2               | 0,1                                   |
| -                    | FAMILIE              | -                | 0,9               | -                                     |
| -                    | MLPD                 | -                | 0,1               | -                                     |
| Manfred Bartl        | K:Bartl              | 0,5              | -                 | -                                     |
| -                    | Offensive D          | -                | -                 | 0,5                                   |
| -                    | Die Tierschutzpartei | -                | -                 | 0,6                                   |

Über die Landeslisten sind Ute Granold (CDU) und Rainer Brüderle (FDP) in den Bundestag eingezogen.